# Kreisarchiv Potsdam-Mittelmark
Das Kreisarchiv Potsdam-Mittelmark ist das kommunale Archiv des brandenburgischen Landkreises Potsdam-Mittelmark. Als kulturelle Einrichtung ist es zuständig für das Archivgut des Landkreises Potsdam-Mittelmark, der Altkreise Belzig, Potsdam-Land und Brandenburg-Land sowie der anbietungspflichtigen Städte und Gemeinden des Landkreises. Es besteht eine räumliche und organisatorische Gemeinschaft mit dem Verwaltungsarchiv des Landkreises, wodurch dessen befristet aufzubewahrendes Schriftgut ebenfalls im Magazin des Kreisarchivs verwahrt wird.

## Geschichte
Die Geschichte des Kreisarchivs Potsdam-Mittelmark lässt sich zurückverfolgen bis in das Jahr 1951. Mit der Anordnung zur Errichtung von Stadt- und Kreisarchiven vom 26. Februar 1951 wurden die damaligen Landkreise der DDR angewiesen, Archive einzurichten. Unmittelbar umgesetzt wurde diese Anordnung angesichts der bevorstehenden Gebietsreform von 1952 wohl nicht. Im Rahmen dieser Reform wurde u. a. der seit 1817 bestehende Kreis Zauch-Belzig in die Kreise Belzig, Potsdam-Land und Brandenburg-Land aufgeteilt. Wann genau dann diese drei Kreise eigene Archive einrichteten, lässt sich nicht mehr mit Sicherheit feststellen, da die Überlieferung in den vorhandenen Aktenbeständen diesbezüglich überaus lückenhaft ist. Mit der Gebietsreform im Land Brandenburg von 1993 wurden die drei Kreise zum neuen Landkreis Potsdam-Mittelmark zusammengeführt. Infolgedessen wurde auch aus den Archiven der drei ehemaligen Kreise ein neues Kreisarchiv gebildet.
Zunächst wurde das Archivgut der drei Altkreise in den Räumlichkeiten des ehemaligen Kreisarchivs Brandenburg-Land untergebracht, welche sich in der kreisfreien Stadt Brandenburg (Havel) befanden. Das befristet aufzubewahrende Verwaltungsschriftgut wurde derweil im ehemaligen Kreisarchiv Belzig deponiert. Die in der kreisfreien Stadt Potsdam gelegenen Räume des Kreisarchivs Potsdam-Land wurden vom neuen Kreisarchiv nicht weiterverwendet. Im Jahr 2001 erfolgte dann die Zusammenführung sämtlicher Bestände in neu errichteten Räumlichkeiten am Standort Belzig in Sichtweite der Burg Eisenhardt.

## Archivräume

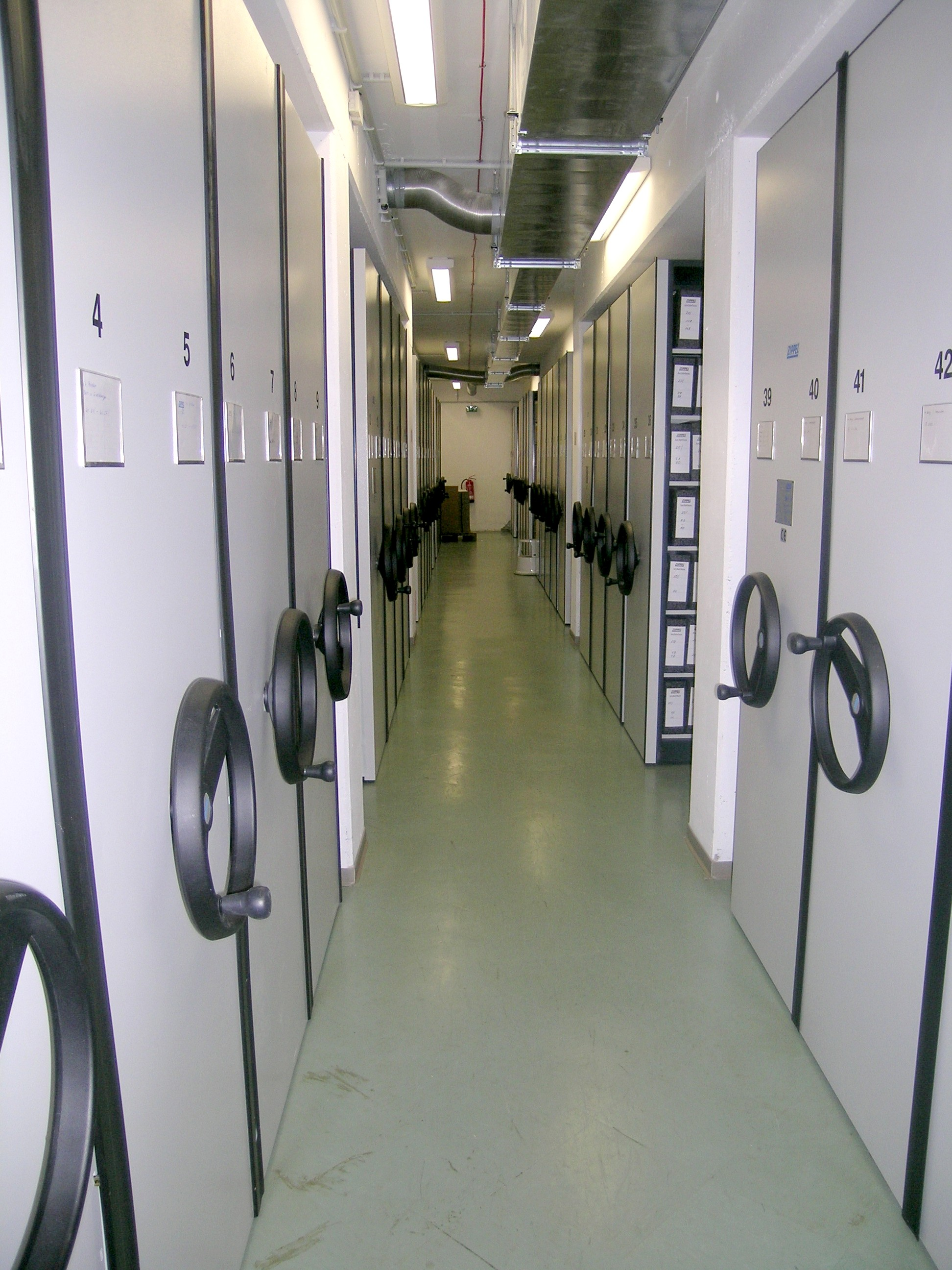
Magazin mit Rollregalen im Kreisarchiv Potsdam-Mittelmark

Das Kreisarchiv ist im Untergeschoss eines Gebäudes der Kreisverwaltung untergebracht. Es steht ein Lesesaal mit zehn Arbeitsplätzen zur Verfügung. Im Lesesaal befindet sich ein Teil der Archivbibliothek in Freihandaufstellung. In drei Magazinen mit einer Gesamtfläche von ca. 800 m² wird, räumlich getrennt vom Lesesaal, das Archivgut und das Verwaltungsschriftgut aufbewahrt. Die Magazine, ausgestattet mit Rollregalanlagen, haben eine Kapazität von ca. 7.000 lfm. Derzeit sind ca. 6.500 lfm belegt, davon etwa 5.000 lfm vom Verwaltungsarchiv.

## Aufgaben
Die Aufgaben des Kreisarchivs werden vom Brandenburgischen Archivgesetz (BbgArchivG) vorgegeben. Im Wesentlichen muss öffentliches Archivgut festgestellt, bewertet, übernommen, verzeichnet, verwahrt und für die Benutzung zur Verfügung gestellt werden. Hinzu kommt die Beratung der anbietungspflichtigen Städte und Gemeinden des Landkreises zur Verwaltung und Sicherung ihrer Unterlagen. Das betrifft jene Städte und Gemeinden, die kein eigenes öffentliches Archiv im Sinne des BbgArchivG unterhalten. Weiterhin sollen durch das Archiv auch Beiträge zur brandenburgischen Geschichte sowie Heimat- und Ortsgeschichte verfasst werden, was jedoch in der Praxis durch geringe freie Kapazitäten kaum erfolgt.

## Bestände
Die Archivbestände setzen sich hauptsächlich zusammen aus dem amtlichen Schriftgut der Kreisverwaltung des Landkreises Potsdam-Mittelmark sowie der drei Altkreise Belzig, Potsdam-Land und Brandenburg-Land. Hinzu kommen nichtamtliche Überlieferungen, das Sammlungsgut und die Archivbibliothek. Da Kreisarchive auf DDR-Gebiet erst ab den 1950er Jahren eingerichtet wurden, sind Unterlagen aus der Zeit vor 1950 hier in eher geringem Umfang zu finden. In der Regel sind staatliche Archive, z. B. das Brandenburgische Landeshauptarchiv (BLHA), zu Fragen bezüglich des heutigen Kreisgebietes für die Zeit bis 1950 die geeigneten Ansprechpartner. Amtliches und nichtamtliches Archivgut entstand üblicherweise nicht mit dem Ziel der Veröffentlichung oder Überlieferung. Es handelt sich um Reste von Verwaltungshandeln, Geschäftstätigkeit oder sonstiger Kommunikation zwischen Menschen. Da amtliches bzw. nichtamtliches Archivgut kein vollständiges Bild über die Entwicklung des Landkreises bieten kann, wird der Bestand durch das Sammlungsgut ergänzt. Darin befinden sich u. a. Objekte, die von vornherein zur Veröffentlichung gedacht waren. Diesbezüglich kann sich das Sammlungsgut mit den Inhalten der Archivbibliothek überschneiden. Die Archivbestände haben einen Umfang von ca. 1.500 lfm. Ein Teil der Archivbestände ist im Internet recherchierbar. Digitalisiertes Archivgut bzw. ein Digitales Archiv kann das Kreisarchiv bislang nicht bieten.

### Amtliches Archivgut
Amtliches Archivgut entsteht in öffentlichen Verwaltungen und bildet u. a. Verwaltungshandlungen und Entscheidungen ab. Für die Geschichte des Kreises sind z. B. die Protokolle der regelmäßig stattfindenden Kreistage von hoher Bedeutung. Die Bestände sind im Kreisarchiv wie folgt strukturiert:
- Bestände vor 1945 (u. a. Reste des ehemaligen Stadtarchivs Niemegk mit teils Jahrhunderte alten Dokumenten sowie Unterlagen des Magistrates von Ziesar)
- Räte der Kreise 1952 bis 1990 (Belzig, Brandenburg-Land und Potsdam-Land)
- Landkreise 1990 bis 1993 (betrifft die Übergangszeit vom Ende der DDR bis zur Brandenburgischen Gebietsreform 1993)
- Landkreis Potsdam-Mittelmark ab 1994
- Städte und Gemeinden ab 1945 bis 1990
- Städte und Gemeinden nach 1990

#### Personenstandsregister
Personenstandsregister (Geburts-, Ehe- und Sterbebücher sowie zugehörige Sammelakten) werden seit 2009 von den Standesämtern an die zuständigen Archive übergeben, sobald die Fortführungsfristen abgelaufen sind. Die Register dokumentieren Personenstandsfälle fortlaufend ab Oktober 1874. Vor Oktober 1874 war die Kirche für diese Aufgabe zuständig. Ansprechpartner für den brandenburgischen Raum wären hierbei das Domstiftsarchiv in Brandenburg (Havel) und das Evangelische Zentralarchiv in Berlin. Im Kreisarchiv befinden sich ca. 1.500 Registerbände. Diese stammen von den nachfolgend aufgelisteten 12 aktiven Standesämtern, welche gemäß ihrem regionalen Zuständigkeitsbereich zudem über die Register von weiteren 58 bereits früher aufgelösten Standesämtern verfügen. Bislang liegt keines der Register in digitalisierter Form vor.
| aktives Standesamt | aufgelöste Standesämter                                                                      |
| ------------------ | -------------------------------------------------------------------------------------------- |
| Beelitz            | Buchholz, Elsholz, Fichtenwalde, Neuseddin, Seddin, Wittbrietzen                             |
| Beetzsee           | Bagow/Ketzür, Fohrde, Klein Kreutz, Marzahne, Päwesin, Plauerhof, Pritzerbe, Roskow, Weseram |
| Bad Belzig         | Baitz, Borne, Groß Briesen, Lüsse-Neschholz, Lütte, Ragösen, Sandberg                        |
| Brück              | Cammer, Neuendorf, Rottstock                                                                 |
| Groß Kreutz        | Deetz, Götz, Jeserig, Schmergow                                                              |
| Lehnin             | Göhlsdorf, Golzow, Lehnin-Forst, Michelsdorf, Netzen, Rädel, Reckahn, Trechwitz              |
| Michendorf         | Langerwisch, Wilhelmshorst                                                                   |
| Niemegk            | Dahnsdorf, Hohenwerbig, Mörz, Niederwerbig, Raben, Rädigke                                   |
| Stahnsdorf         | Güterfelde                                                                                   |
| Treuenbrietzen     | Brachwitz, Marzahna, Pechüle, Rietz, Zeuden                                                  |
| Wiesenburg         | Reetz, Reetzerhütten, Schmerwitz                                                             |
| Wusterwitz         | Bensdorf, Rogäsen, Vehlen, Woltersdorf                                                       |

Die Register folgender Standesämter befinden sich nicht im Bestand des Kreisarchivs Potsdam-Mittelmark:
| aktives Standesamt | aufgelöste Standesämter    | Ansprechpartner             |
| ------------------ | -------------------------- | --------------------------- |
| Kleinmachnow       |                            | Gemeindearchiv Kleinmachnow |
| Nuthetal           | Nudow, Saarmund, Tremsdorf | Stadtarchiv Potsdam         |
| Schwielowsee       | Caputh, Ferch, Geltow      | Gemeindearchiv Schwielowsee |
| Teltow             |                            | Stadtarchiv Teltow          |
| Werder (Havel)     |                            | Stadtarchiv Werder (Havel)  |
| Ziesar             | Görzke, Wenzlow            | Standesamt Ziesar           |

#### Kreismeldekartei der DDR
Die Kreismeldekartei enthält für den Zeitraum von ca. 1950 bis ca. 1990 Meldeangaben von Einwohnern der Altkreise Belzig, Potsdam-Land und Brandenburg-Land. Ein großer Teil der Kartei befindet sich im Bestand des Kreisarchivs, andere Teile werden in verschiedenen Stadt- und Gemeindearchiven innerhalb und außerhalb des Kreisgebietes aufbewahrt. Auf Grund laufender Schutzfristen ist die Kreismeldekartei nicht für die persönliche Benutzung im Lesesaal freigegeben. Anfragen bezüglich der Meldekartei werden vom Archiv schriftlich beantwortet.

### Nichtamtliches Archivgut
Nichtamtliches Archivgut entsteht außerhalb öffentlicher Verwaltungen. Im Bestand des Archivs sind in diesem Bereich z. B. Unterlagen von aufgelösten Betrieben und Einrichtung, hauptsächlich aus der DDR-Zeit, zu finden.

### Sammlungsgut
Zum Sammlungsgut gehören z. B. Karten und Pläne (auch historische Baupläne), Fotos und Postkarten mit Motiven aus dem Landkreis, Flyer, Plakate, Zeitungsausschnitte und Nachlässe, darunter der Nachlass von Gerhard Dorbritz (Bürgermeister von Belzig 1960–1970 und Ortschronist).

### Archivbibliothek

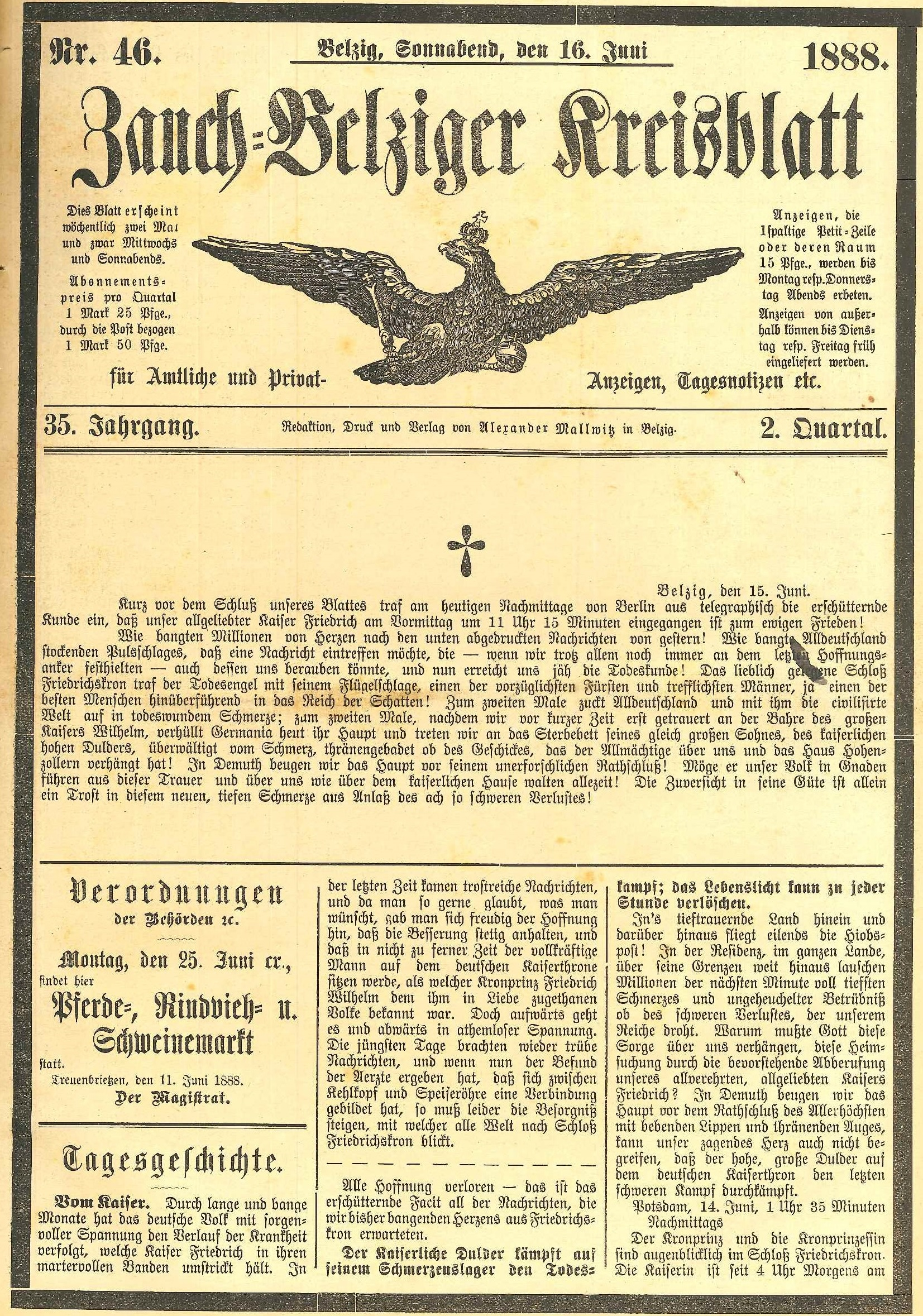
Zauch-Belziger Kreisblatt, 16. Juni 1888

Die Bibliothek des Kreisarchivs ist eine wissenschaftliche Spezialbibliothek. Der Sammelschwerpunkt liegt bei Literatur bezüglich des Landkreises Potsdam-Mittelmark sowie seiner Rechtsvorgänger. Die Sammlung von Ortschroniken ist vermutlich die größte ihrer Art im Kreisgebiet. In weit geringerem Maße werden Bücher zur Geschichte Brandenburgs gesammelt. Ein weiterer Sammelschwerpunkt sind Zeitungen und Zeitschriften. Aktuell werden drei Regionalausgaben der Märkischen Allgemeinen Zeitung (Fläming Echo, Brandenburger Kurier, Potsdamer Tageszeitung) gesammelt. Von den historischen Zeitungen wird vor allem das Zauch-Belziger Kreisblatt regelmäßig vor allem von Chronisten genutzt. Zu erwähnen ist außerdem eine große Sammlung an Statistiken aus DDR-Zeiten, Amtsblättern sowie historischen Gesetzestexten, z. B. das Reichsgesetzblatt ab 1871, und Fachliteratur zum Archivwesen.

## Benutzung
Die Benutzung des Archivgutes richtet sich nach den Regelungen des Brandenburgischen Archivgesetzes (BbgArchivG) von 1994. Jede Person mit berechtigtem Interesse darf Archivgut einsehen. Dieses Recht zur Einsichtnahme kann seitens des Archivs eingeschränkt werden z. B. auf Grund laufender Schutzfristen oder aus Gründen der Bestandserhaltung. Näheres regelt die Archivsatzung, wobei die Leistungen des Kreisarchivs im Rahmen der Benutzung gebührenpflichtig sind.
Üblicherweise erfolgt die Benutzung vor Ort im Lesesaal oder alternativ in Form von mündlichen oder schriftlichen Anfragen, welche vom Archiv bearbeitet werden. Nach der Übergabe der Personenstandsregister ab 2009 sind die Benutzungszahlen massiv angestiegen. Inzwischen besuchen pro Jahr knapp 200 Personen das Archiv. Zudem werden jährlich ca. 800 Anfragen beantwortet. Das größte Interesse gilt dabei den Personenstandsregistern, meist für genealogische Forschung oder zur Klärung rechtlicher Belange. Eine regelmäßige Einsicht von Unterlagen erfolgt zudem durch Chronisten.
Von der Benutzung des Archivgutes zu unterscheiden ist die Einsichtnahme in befristet aufzubewahrendes Schriftgut der Kreisverwaltung, z. B. Bauakten der Unteren Bauaufsicht. Dieses Schriftgut lagert zwar in der Regel im Magazin des Archivs, doch es unterliegt nicht dem Brandenburgischen Archivgesetz und kann daher nicht durch das Archiv herausgegeben werden. Anträge auf Einsichtnahme in diese Unterlagen, u. a. auf Grundlage des Akteneinsichts- und Informationszugangsgesetzes (AIG), müssen bei den entsprechenden Behörden gestellt werden. Im Zweifel werden Antragsteller vom Archiv über die gegebene Rechtslage informiert.